# Museo de Artes e Industrias Populares
El Museo de Artes e Industrias Populares de Pátzcuaro, Michoacán. Es un espacio que se encarga de optimizar la identidad y la vida social de sus habitantes, por medio de su inmueble y de la apropiación de sus artesanías.

## Antecedentes
Fundado por el jurista Vasco de Quiroga, el ahora museo, fungió desde 1540 como el Primitivo y Real Colegio de San Nicolás Obispo durante la época virreinal, antes de que el Colegio se trasladara en 1580 a Valladolid (hoy Morelia). En él se transmitía la educación elemental a los niños y se preparaban a los sacerdotes de la época.

## Historia
A lo largo de su historia ha tenido varios usos, como cuartel militar, prisión, oficinas agrarias, hasta llegar a ser lo que es ahora.
En 1938 el entonces presidente Lázaro Cárdenas destinó el espacio como recinto museístico, y en 1942 se integró en la red de museos del Instituto Nacional de Antropología e Historia.
En 2010, el museo reabrió sus puertas y lleva a cabo un trabajo de remodelación y renovación museográfica, el cual consta de transformar los espacios internos y externos. Le brinda un mantenimiento al edificio, y crear un nuevo ambiente, en el que invitan al público a conocer el modo de vida y organización de los pueblos originarios, mediante su contenido etnológico.

## Colecciones
La temática del museo representa el trabajo y los oficios de cerca de los 50 pueblos purépechas originarios, los cuales se dividen en cuatro áreas: la Sierra, la Laguna, la Ciénega y la Cañada de los Once Pueblos. 
Las principales actividades que figuran en las 12 salas que presenta el museo, son actividades como cacería, recolección, pesca, agricultura, trabajo de cobre, el maque de Uruapan, el perfilado de oro de Pátzcuaro, la indumentaria como el telar de cintura, de pedal y bordado, la laudería, entre otros.

## Ubicación
Se encuentra ubicado en el centro de la ciudad de Pátzcuaro en la calle Enseñanza y Alcantarilla, cerca de la Plaza Vasco de Quiroga.